# Ėmbenčimė
L'Ėmbenčimė o Ėmbenčime (in russo Эмбенчимэ o Эмбенчиме?) è un fiume della Russia siberiana orientale, affluente di destra del Kočečum, nel bacino della Tunguska Inferiore. Scorre nell'Ėvenkijskij rajon del Territorio di Krasnojarsk.
Nasce dal versante meridionale dell'altopiano Putorana, ad un'altitudine di 850 m, il suo dislivello totale è di circa 600 m. Scorre attraverso le pendici sud-orientali disabitate delle montagne in direzione prevalentemente sud-orientale e attraversa una valle dell'altopiano Syverma in zone di tundra forestale. Sfocia nel Kočečum a 255 km dalla foce. Il fiume è gelato, mediamente, da ottobre a fine maggio. Quando si scioglie il ghiaccio e la neve, e si scioglie il permafrost della regione, si verificano spesso forti inondazioni.